# Сивков, Андрей Сергеевич
Андрей Сергеевич Сивков (23 октября 1973, Свердловск) — советский и российский футболист, нападающий и полузащитник.

## Биография
Воспитанник ДЮСШ «Уралмаш» (Свердловск). Дебютировал на взрослом уровне в 1990 году в составе «Уралмаша», сыграв 5 матчей во второй лиге СССР, а его команда стала победителем зонального турнира. В 1991 году перешёл в «Уралец» (Нижний Тагил), но в первом сезоне не сыграл ни одного матча. В 1992—1993 годах провёл за «Уралец» 59 матчей в первой лиге России.
В начале 1994 года перешёл в белорусский клуб «Двина» (Витебск), провёл в нём два года и становился серебряным (1994/95) и бронзовым (1993/94) призёром чемпионата Беларуси. В 1996 году на один сезон вернулся в «Уралец», выступавший уже в третьей лиге России. Затем ещё два сезона играл за витебский клуб, переименованный в «Локомотив-96». В 1997 году стал бронзовым призёром чемпионата, в 1998 году — обладателем Кубка Беларуси. Принимал участие в играх еврокубков.
В 1999 году перешёл в «Гомель», где провёл два сезона и в 1999 году стал бронзовым призёром чемпионата Беларуси. В 2001 году выступал за минский «Торпедо-МАЗ», после чего больше не играл в высшей лиге. В 2003 году с витебским «Локомотивом» стал победителем первой лиги Беларуси. В конце карьеры играл за «Полоцк» во второй и первой лигах и за «Вертикаль» (Калинковичи) во второй лиге.
Всего в высшей лиге Беларуси сыграл 148 матчей и забил 12 голов.
В 2010-х годах принимал участие в ветеранских турнирах в Екатеринбурге и Нижнем Тагиле.

## Достижения
- Обладатель Кубка Беларуси: 1997/98
- Серебряный призёр чемпионата Беларуси: 1994/95
- Бронзовый призёр чемпионата Беларуси: 1993/94, 1997, 1999
- Победитель первой лиги Беларуси: 2003